# Лудвиг Емил Грим
Лудвиг Емил Грим (14 март 1790 г.  – 4 април 1863 г.) е немски художник, преподавател по изобразително изкуство, офортист и гравьор на мед. Негови братя са известните фолклористи Якоб и Вилхелм Грим.

## Биография и творчество
Той е роден в Ханау и развива интерес към природата в началото на живота си. Ученето му започва в Kunsthochschule Kassel. Взема уроци при Филип Ото Рунге. От 1809 до 1817 г. той учи в новосъздадената Академия за изящни изкуства в Мюнхен, прекъснат само от кратка военна служба като офицер в кампанията срещу Наполеон през 1814 г. и учебно пътуване до Италия през 1816 г. Докато е там, той се учи на гравиране от Карл Ернст Кристоф Хес. След завършване на следването си, той публикува първата си работа: скицник с гравюри от италианското му пътешествие. Той също допринася за фронтиспис за второто издание на Kinder- und Hausmärchen (Приказки на Грим) през 1819 година.
Благодарение на връзките на братята си с академичната общност в Гьотинген, той успява да си осигури поръчки за две серии портрети на учени, професори и лекари; първата през 1823 г. и втората през 1826 г. Междувременно той помага на Герхард Вилхелм фон Ройтерн да основе група на художниците във Вилингсхаузен. Той става професор по историческа живопис в Академията в Касел през 1832 г.
Две години след смъртта на първата си жена през 1842 г. той се жени за дъщерята на реформаторския теолог Кристоф Ернст (Christoph Friedrich Wilhelm Ernst). През 1860 г. здравословните проблеми затрудняват рисуването му все повече и повече. Умира от пневмония през 1863 г. в Касел.
От 2012 г. град Ханау присъжда „Наградата на Лудвиг Емил Грим“ на млади художници. През март 2014 г. там е открита негова бронзова статуя в естествен размер пред хотел „Zum Riesen“ като подарък на града от собствениците на хотела. Проектиран е от художника Joerg Eyfferth.

## Книги
- Erinnerungen aus meinem Leben (Спомени от моя живот), редактирано с коментар от Адолф Стол. Hesse & Becker, Лайпциг 1911 (цифровизиран).

## Избрани творби
- Съпругата на фермера от Егерн с дъщерите си (1813)
- Йоханисфридхоф в Нюрнберг (1828)
- Frontispiece на Приказките на Грим (1819)
- Marstaellerplatz в Касел (1844)
- Двоен портрет на Яков и Вилхелм (1843)